# 마쓰기시역
마쓰기시역(일본어: 松岸駅, まつぎしえき 마쓰기시에키[*])은 일본 지바현 조시시에 있는 동일본 여객철도의 철도역이다.

## 역 구조
섬식 승강장 1면 2선과 단식 승강장 1면 1선을 가진 복합식 승강장으로 지상역이며, 저상 승강장이다. 단식 승강장의 북쪽에 역사가 건설되어 있다. 역사는 목조 단층 건물로, 대합실에는 창구와ㅣ 자동발매기가 있지만 자동개찰기는 설치되어 있지 않으며, 스이카의 사용이 가능한 간이 개찰기만 설치되어 있다. 조시 역 관할권으로, 동일본 여객철도 지바 지사의 자회사 JR 지바 철도 서비스가 대리 영업하는 업무위탁역이다.

### 승강장
| 1 | ■ 소부 본선 | (상행선) | 아사히・요카이치바・나루토・지바 방면 |               |
| 2 | ■ 소부 본선 | (하행선) | 조시 방면                             | (일부만)      |
| 3 | ■ 나리타선  |          | 사와라・나리타・지바 방면             |               |
| 3 | ■ 소부 본선 | (하행)   | 조시 방면                             | (대부분 열차) |

## 역사
- 1897년 6월 1일 - 소부 철도의 나루토 ~ 조시 연장에 따라 개업하였다.
- 1907년 9월 1일 - 국유화에 따라 일본국유철도의 소속이 되었다.
- 1909년 10월 12일 - 선로 명칭 설정에 따라 소부 본선의 역이 되었다.
- 1933년 3월 11일 - 나리타선이 사사가와역에서 마쓰기시 역까지 연장함에 따라 환승역이 되었다.
- 1987년 4월 1일 - 민영화에 따라 동일본 여객철도의 소속이 되었다.
- 2009년 3월 14일 - 스이카의 사용이 가능해졌으며, 도쿄 근교 구간 요금제가 적용되기 시작하였다/

## 인접정차역
| ■ 동일본 여객철도 소부 본선 | ■ 동일본 여객철도 소부 본선 | ■ 동일본 여객철도 소부 본선 |
| --------------------------- | --------------------------- | --------------------------- |
| 사루다 지바 방면            | 보통                        | 조시 방면                   |
| ■ 동일본 여객철도 나리타선  |                             |                             |
| 시시바 나리타·사쿠라 방면   | 보통                        | 조시 조시 방면              |